# 빌리 포터
빌리 포터(Billy Porter, 1969년 9월 21일 ~ )는 미국의 배우, 가수, 작가이다. 《킹키 부츠》(2013-15)로 2013년 제58회 드라마 데스크상과 제67회 토니상에서 뮤지컬 부문 남우주연상을 수상하였다. 또한 FX 드라마 《포즈》(2018-21)로 2019년 제71회 프라임타임 에미상 드라마 시리즈 부문 남우주연상을 받았다.
2024년 엘리자베스 테일러 에이즈 재단·엔터테인먼트 커뮤니티 기금과 일하며 공연계에 공헌한 점을 인정 받아 제77회 토니상에서 비경쟁 박애주의자상인 이저벨 스티븐슨상 수상자로 선정되었다.

## 출연 작품

### 영화
- 조강지처 클럽 (1996)
- 아나스타샤 (1997) - 애니메이션
- 더 인턴 (2000, The Intern)
- 스위트 크리스마스 (2004)
- 퀴어 시네마 이야기 (2006, Fabulous! The Story of Queer Cinema) - 다큐멘터리
- 알파치노의 은밀한 관계 (2014)
- 라이크 어 보스 (2020)
- 신데렐라 (2021)
- 에이티 포 브래디 (2023)

### 텔레비전
- 포즈 (2018-21)

### 뮤지컬
- 킹키 부츠 (2013-15, 2017)